# Liste der Baudenkmäler in Eitting

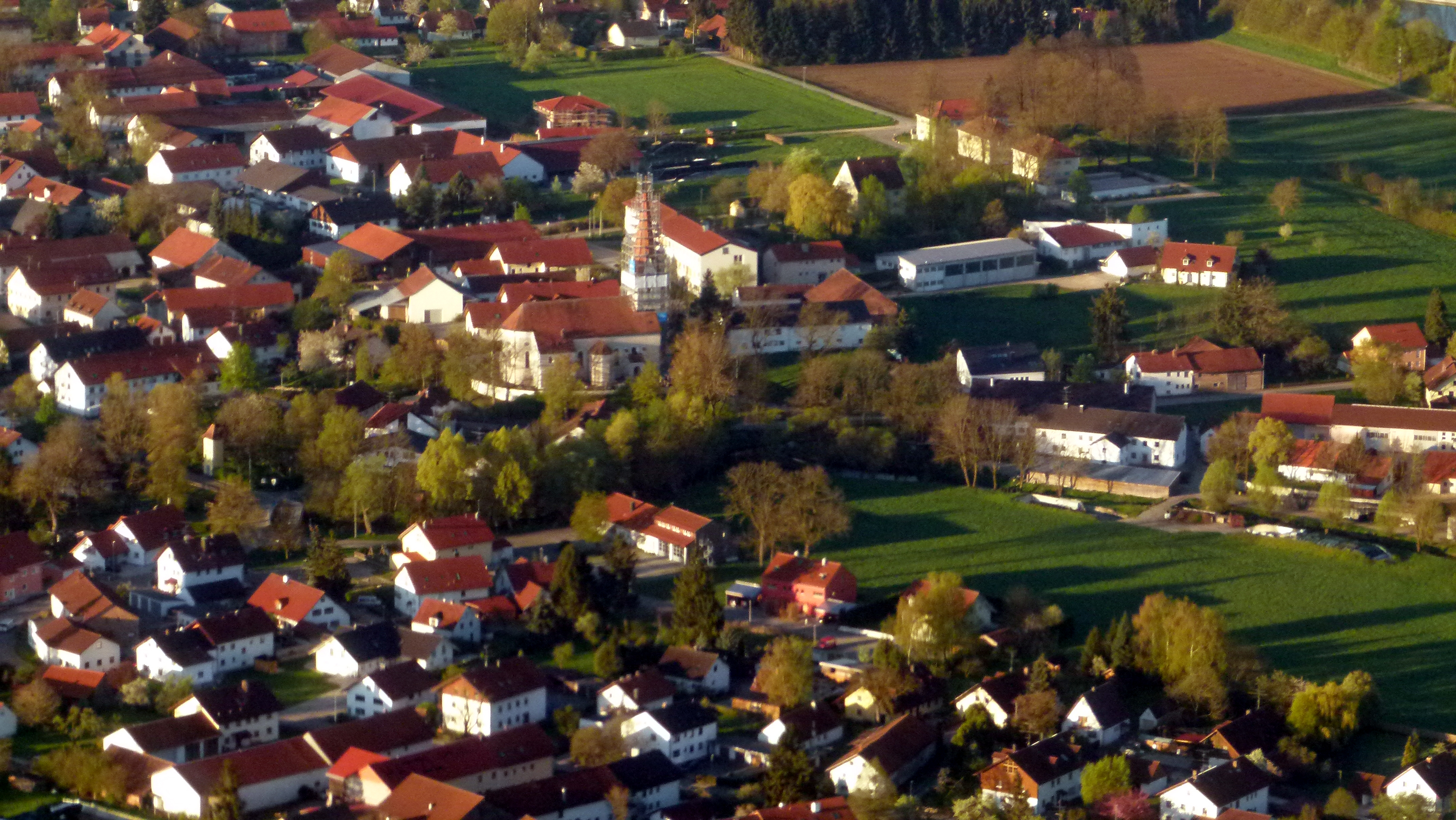
Eitting aus der Luft gesehen

Auf dieser Seite sind die Baudenkmäler in der oberbayerischen Gemeinde Eitting zusammengestellt. Diese Tabelle ist eine Teilliste der Liste der Baudenkmäler in Bayern. Grundlage ist die Bayerische Denkmalliste, die auf Basis des Bayerischen Denkmalschutzgesetzes vom 1. Oktober 1973 erstmals erstellt wurde und seither durch das Bayerische Landesamt für Denkmalpflege geführt wird. Die folgenden Angaben ersetzen nicht die rechtsverbindliche Auskunft der Denkmalschutzbehörde.

## Baudenkmäler nach Ortsteilen

### Eitting
| Lage                                              | Objekt                            | Beschreibung | Akten-Nr.             | Bild           |
| ------------------------------------------------- | --------------------------------- | --- | --------------------- | -------------- |
| Am Moosrain 10; Nähe Kraftwerk Eitting (Standort) | Kraftwerk Eitting                 | 1921–25 als vierte Stufe der Kraftwerkstreppe Mittlere Isar errichtetes Wasserkraftwerk der Bayernwerk AG (vormals Mittlere Isar AG), bestehend aus Wasserschloss, Druckrohren, Maschinenhaus mit Annexbauten, Pförtnerhaus, Leerschuss und Wehranlagen; architektonische Gestaltung durch Karl Söldner, München, in Formen eines reduzierten Klassizismus; Maschinenhaus, stattlicher, quer zum Betriebskanal liegender Walmdachbau mit rhythmisierter Fassade, über den halbkreisförmigen Fenstern Okuli; vier Großmaschinensätze mit senkrechter Welle (in Eitting und Werk Aufkirchen die ersten der Welt). Mit Ausstattung (u. a. drei Francis-Turbinen der Fritz Neumeyer AG, München, eine Voith-Francis-Turbine, vier SSW-Drehstrom- bzw. -Einphasengeneratoren). | D-1-77-116-6 Wikidata | weitere Bilder |
| Hofmarkstraße 1 (Standort)                        | Katholische Pfarrkirche St. Georg | Saalbau in spätbarockem Stil mit eingezogenem halbrunden Chor, Langhausneubau 1690 durch Hans Kogler unter Einbeziehung gotischer Mauern, Chorneubau durch Anton Kogler, 1718; mit Ausstattung. | D-1-77-116-1 Wikidata | weitere Bilder |

### Eittingermoos
| Lage                     | Objekt                                     | Beschreibung                                                                                           | Akten-Nr.             | Bild           |
| ------------------------ | ------------------------------------------ | --- | --------------------- | -------------- |
| Dorfstraße 10 (Standort) | Hofkapelle                                 | Kleiner Bau mit Dachreiter, Mitte 19. Jahrhundert; mit Ausstattung.                                    | D-1-77-116-3 Wikidata | Hofkapelle     |
| Dorfstraße 33 (Standort) | Katholische Filialkirche Hl. Bruder Konrad | Kompakter Saalbau in den Formen der konservativen Moderne, von Georg Berlinger, 1934; mit Ausstattung. | D-1-77-116-2 Wikidata | weitere Bilder |

### Gaden
| Lage                           | Objekt                                          | Beschreibung | Akten-Nr.             | Bild           |
| ------------------------------ | ----------------------------------------------- | --- | --------------------- | -------------- |
| Moosburger Straße 2 (Standort) | Katholische Filialkirche St. Jakobus der Ältere | Spätgotischer Saalbau mit eingezogenem quadratischem Chor, erbaut 1431, Turm Ende 15. Jahrhundert; mit Ausstattung. | D-1-77-116-4 Wikidata | weitere Bilder |

### Reisen
| Lage                               | Objekt                                  | Beschreibung | Akten-Nr.             | Bild           |
| ---------------------------------- | --------------------------------------- | --- | --------------------- | -------------- |
| Von-Eberspeck-Straße 11 (Standort) | Katholische Filialkirche St. Margaretha | Saalbau mit eingezogenem Fünfachtelchorschluss und Spitzturm des 15. Jahrhunderts mit Turmobergeschoss von Johann Baptist Lethner, 1765; mit Ausstattung. | D-1-77-116-5 Wikidata | weitere Bilder |